# Scobey (Montana)
Scobey es una ciudad ubicada en el condado de Daniels en el estado estadounidense de Montana. En el Censo de 2010 tenía una población de 1017 habitantes y una densidad poblacional de 518,71 personas por km².

## Geografía
Scobey se encuentra ubicada en las coordenadas 48°47′26″N 105°25′15″O / 48.79056, -105.42083. Según la Oficina del Censo de los Estados Unidos, Scobey tiene una superficie total de 1.96 km², de la cual 1.96 km² corresponden a tierra firme y (0%) 0 km² es agua.

## Demografía
Según el censo de 2010, había 1017 personas residiendo en Scobey. La densidad de población era de 518,71 hab./km². De los 1017 habitantes, Scobey estaba compuesto por el 94.89% blancos, el 0.1% eran afroamericanos, el 2.46% eran amerindios, el 0.29% eran asiáticos, el 0% eran isleños del Pacífico, el 0.2% eran de otras razas y el 2.06% pertenecían a dos o más razas. Del total de la población el 1.57% eran hispanos o latinos de cualquier raza.